# 谢尔盖·戈洛夫金
谢尔盖·亚历山德罗维奇·戈洛夫金（俄語：Серге́й Александрович Головкин，1959年11月26日—1996年8月2日），俄罗斯莫斯科人，连环杀手。根据法院资料，他在1986—1992年间杀死至少11名男孩。除了第一起案件外，其余所有的谋杀案均发生在莫斯科州的奥金佐沃区。在被捕前，他曾以“费舍尔”的化名广为人知。戈洛夫金的大多数罪行都发生在他私人车库的地窖中，在那里他极其残忍地折磨、强奸、杀害受害者，并肢解他们的尸体。1996年8月2日谢尔盖·戈洛夫金被处以死刑，是俄罗斯最后一名经合法审判处死的罪犯。

## 生平

### 童年与青年
1959年11月26日，谢尔盖·戈洛夫金出生于莫斯科，天生患有胸廓畸形。他的父亲酗酒成性，母亲则是一个安静、普通的女性。1969年，谢尔盖的妹妹娜塔莉亚出生后，父母的关注全都转向了她。据戈洛夫金自己所说，他的父亲强迫他用冷水洗澡，这导致他对洗澡产生厌恶，后来他的脸上长满了痤疮。父亲还对他使用暴力：因为成绩不好而辱骂、殴打他，并在他人面前羞辱他。1988年，戈洛夫金的父母离婚，此时他已经犯下了两起谋杀案。此外，戈洛夫金还有一位患有精神分裂症的堂姐。
童年时期，戈洛夫金经常患上感冒和支气管炎，还多次感染肠道疾病，如肠炎和消化不良。他患有遗尿症。性格方面，他安静、内向、害羞，总是喜欢一个人玩耍。他曾参加一些兴趣小组和课外活动，但未取得明显成绩。学习成绩良好，以银质奖章（仅次于金质奖章）从学校毕业。他的同班同学之一是日后“火葬场”摇滚乐队的主唱阿尔缅·格里戈里扬。格里戈里扬回忆称，戈洛夫金在上学时“是个有些内向的人，但非常冷静”。另一位同学则回忆道：
女孩子喜欢那些穿着得体、热爱音乐的男孩。而他驼背，满脸痘痘，没人会注意到他。
13岁时，他开始大量吸烟，后来成为一名狂热的烟民。尽管他高大英俊，但他对异性毫无兴趣，甚至没有尝试过与女性交往（在接受讯问时，戈洛夫金解释说，他不想成家，因为他害怕自己会像对待受害者一样对待自己的儿子）。青少年时期，他开始虐待动物：他勒死并肢解了一只流浪猫，还把水族箱里的鱼放在锅里煮。随后，他开始手淫，想象自己如何折磨和杀害同学。随着时间的推移，戈洛夫金对马产生了浓厚的兴趣，并多次参观养马场。他的父母不同意儿子去马场工作，尤其是他的父亲，开始更加侮辱儿子。
1977年他以银质奖章的成绩毕业，进入季米里亚泽夫农业学院学习，并于1982年毕业。据戈洛夫金称，1980年，他在学习期间遭到一群14—15岁的流氓毒打。在这些经历的背景下，他的虐待狂幻想愈演愈烈，并总是伴随着手淫行为。戈洛夫金幻想自己如何屠杀罪犯，强奸他们并杀死他们。在施虐幻想中，戈洛夫金塑造了一个理想的受害者形象——一个12—14岁的瘦弱、黑发男孩，善于交际，喜欢冒险。
从农业学院毕业后，戈洛夫金先是在赛马场工作，之后成为莫斯科第一马场的畜牧技师。1982年6月18日，他被正式授予“动物工程师”资格。同年6月21日至9月18日，他参加了军事集训，并在此后获得了“预备役中尉”军衔。在服役期间，戈洛夫金曾在特维尔州的一个军用仓库中盗取了10发1943年式步枪实弹和4发马卡洛夫手枪子弹。这些被盗弹药一直存放在他家中，直到1992年被捕时才被发现。1987年10月27日，他晋升为“预备役上尉”，而此时他已经犯下了两起谋杀案。1988年4月4日，由于在马业发展中取得成绩，他被授予“一级畜牧技师”称号。1989年12月11日，当他已犯下三起谋杀案时，他获得了苏联国民经济成就展的银质奖章。他还被指派负责在圣母安息中学开展职业指导课程。在工作期间，戈洛夫金与戈尔基-10地区的一些青少年及同事的孩子们关系亲密。孩子们和同事普遍认为他是一个安静、害羞但总是邋遢的人，同时他也特别喜欢接近当地的小孩。同事们注意到他对女性毫无兴趣，纷纷猜测他是同性恋。而在审讯中，戈洛夫金坦言，男孩吸引他并非出于性倾向，而是因为通过对他们进行压迫和折磨，他能获得性快感和支配的满足。

### 未遂谋杀
1982年，戈洛夫金决定将自己那些扭曲的幻想付诸现实。同年，在军事集训期间，他试图诱骗一名13岁的少年进入森林。他以让男孩帮忙搬一袋土豆为由，并承诺给他一包香烟作为报酬，但男孩在途中设法逃脱。第二次，他在森林中袭击了一名正在采蘑菇的14岁男孩，手持一把刀扑向他。然而，这名少年奋力反抗，使戈洛夫金被迫放弃行凶，男孩成功逃跑。
自1982年起，戈洛夫金多次勘察“浪漫者”少年营地的周边地区。1984年6月21日，他在那里实施了第一次严重的犯罪行为——谋杀未遂。当天，他看到14岁的安德烈·米宁走出营地抽烟，便持刀威胁，将其吊在树上勒死。然而，戈洛夫金后来以为受害者已经死亡，于是将他解下离开。实际上，米宁幸存下来，并在医院住了一个月。他的脖子上留下了勒痕。在随后的调查中，警方怀疑了一名名叫戈雷舍夫的男子，他当时在精神病院有登记记录，且因猥亵未成年人正在服刑。可能由于精神创伤，米宁当时未能准确记住袭击者的面孔，错误地指认了戈雷舍夫。最终，戈雷舍夫在狱中自杀，案件也随之结案。直到1993年，也就是事件发生九年后，米宁才在警方的安排下认出戈洛夫金，证实他就是当年袭击自己的人。
1986年5月12日，也就是戈洛夫金实施第一次谋杀将近一个月后，他决定杀害一名认识的少年——那些喜欢骑马的孩子之一。他选中了14岁的奥列格·帕西科，并以森林中藏有“宝藏”（军事武器）为诱饵，引他进入树林。两人见面后，戈洛夫金用布蒙住奥列格的眼睛，带他深入林中。他将男孩的双手反绑在背后，让他坐在树墩上，准备将其杀害。但在动手前，他问奥列格是否将这次会面告诉了别人。奥列格回答说，他的母亲知道他要来见戈洛夫金。戈洛夫金害怕因此成为嫌疑人，于是放走了奥列格，两人一同离开了森林。此后，戈洛夫金多次邀请奥列格再次进林子，但都被拒绝。多年后，已经长大的奥列格接受了媒体采访，讲述了当年那一幕的经历。
1987—1988年间，戈洛夫金邀请几名16岁以下的青少年到其公寓喝酒。1988年，他决定强奸17岁的伊戈尔，当时伊戈尔正在床上睡觉。然而，这名少年醒来后发现戈洛夫金赤身裸体地躺在他旁边的床上，并抚摸着他的阴茎。由于戈洛夫金不再在树林里杀人，他试图在自己的公寓里实施犯罪。不过，他后来放弃了这个想法，认为在公寓里杀人不可靠。
1990年6月，当时戈洛夫金已经犯下三起谋杀案，并在自己的车库中修建好了用于行凶的地下室。他曾多次尝试杀害一名认识的少年，名叫罗曼。有一次，他们两人商量去抢劫一个仓库，但由于里面并没有值钱的东西，最终未能得手。至于戈洛夫金为什么最终没有杀害罗曼，原因至今不明。

### 谋杀案

#### 连环杀人案的开始，1986年
戈洛夫金于1986年4月19日犯下第一起谋杀案。在萨维奥洛沃郊区方向的卡图阿尔站下车后，他走进一片树林，在那里遇到了16岁的安德烈·帕夫洛夫。那天傍晚，男孩去采集桦树汁，停下来抽烟。戈洛夫金殴打了他，然后用刀威胁并强奸了他，之后勒死了他，并虐待了他的尸体。第二天，帕夫洛夫的尸体被他的父亲发现。
1986年7月10日，戈洛夫金但下了第二起谋杀案。戈洛夫金在“明星”少年营地（奥金佐沃区乌格留莫沃村）追上14岁的安德烈·古利亚耶夫，用刀威胁他，把他绑起来带到树林里强奸，然后勒死。之后戈洛夫金对尸体进行了各种处理（割下生殖器和头部，划开腹部，切除内脏）。7月12日，采蘑菇的人发现了被砍掉头部的尸体，在几米外的灌木丛中又发现了头部。
1986年8月2日，在莫斯科州奥金佐沃区发现了一具16岁少年的尸体。法医在尸体上共发现35处刺伤和刀伤。死者被确认是奥列格·加斯科夫，他于7月31日外出跑步后失踪未归。这起谋杀案当时被认为可能与“费舍尔”有关联。然而，戈洛夫金在被捕后并未承认自己参与了此案，因此这起谋杀并未被纳入法院审理的案件范围。
起初，奥金佐沃区发生的一系列少年谋杀案被认为与连环杀手安德烈·齐卡提洛有关，因为齐卡提洛的一些受害者也是男孩和少年。直到1990年齐卡提洛被捕后，调查人员才确认他与奥金佐沃区的这些案件无关。这些谋杀实际上是由另一个凶手——绰号“费舍尔”的戈洛夫金所犯。

#### 费舍尔
在调查过程中，14岁的鲍里斯·沃龙措夫（被害人古利亚耶夫的熟人）在一次讯问中声称，曾遇到一名自称“费舍尔”的男子，此人右臂上有一个匕首缠绕着蛇的纹身，并带有（费舍尔）字样的文字。尽管后来证实这一说法只是男孩的幻想，但调查人员仍长时间围绕这一虚假线索展开调查，“费舍尔”这个绰号也由此固定下来，成为对这名连环杀手的广泛称呼。关于他的传言迅速在莫斯科及莫斯科州传播开来，引发了社会的强烈反响。公众的关注迫使戈洛夫金一度中止行凶活动，从1986年7月到1989年9月这三年间，他没有再实施任何谋杀或对少年的袭击。
在从一些认识的男孩口中得知社会上流传着关于“费舍尔”这个变态杀手的传闻后，戈洛夫金开始故意对受害者自称为“费舍尔”。

#### 出现汽车和车库，1988—1989年
1988年11月1日，在父母离婚后，戈洛夫金购买了一辆米色的“拉达-2103”轿车和一间绿色的车库。1989年9月23日，他决定驾车诱拐一名在路边拦车的男孩，并将其引诱至自己的车库中。当晚，他在佩尔胡什科沃站附近遇到了10岁的谢尔盖·斯特罗奇金。戈洛夫金让男孩搭便车，然后开车带他离开。然后他停下车，提出要抢男孩的东西。男孩拒绝后，戈洛夫金用刀威胁他，强迫他坐进后备箱。进入车库后，戈洛夫金强奸了男孩，然后将他吊死。肢解尸体后，将其埋在莫斯科环城公路第 24 公里处的树林里。他拿走了男孩的光荣牌手表，并将小刀留在了尸体旁。1990年7月26日，人们发现了男孩的遗骸，并通过这把小刀确认了他的身份。在斯特罗奇金的头骨中发现了折断的刀尖。

#### 继续做案，1990—1992年
1990年春天，戈洛夫金在自己的车库内修建了一个地窖。从1990年8月到1992年9月之间，他在那里杀害了8名年龄在11至15岁之间的少年，其中有两次是一连杀死数人。在审讯中，戈洛夫金声称，他通常以“合伙去偷东西”为由，引诱少年们进入他的车库。如果对方答应了，他就把他们带到车库后加以杀害；而如果对方拒绝，他便会对其失去兴趣，不再纠缠。然而，在供词核查过程中发现，并非所有受害者都曾同意参与所谓的盗窃计划，这与戈洛夫金自称“要清除国家未来的罪犯”的说法明显相矛盾。
戈洛夫金在供词中提到：
1990 年，我挖了一个地窖，原本打算用来做工作室。但后来我产生了用地窖进行性行为和犯罪的想法。
1990年8月11日，戈洛夫金在佩尔胡什科沃站再次用汽车带走了15岁的谢尔盖·扎哈连科夫。谢尔盖来自卡卢加州，当时正前往戈尔基-10探望住在那里的一位教母。戈洛夫金最初试图说服他一起去偷东西，但谢尔盖坚决拒绝。随后，戈洛夫金改口，请他去车库帮个忙，谢尔盖同意了。戈洛夫金将受害人诱骗到地窖后，开始强奸和折磨他，最后将他吊死。他开始肢解尸体，同时决定第一次品尝人肉。戈洛夫金从尸体上割下一块肉，用喷灯煎炸后吃了下去，但他不喜欢这种味道。这是第一例吃人事件。他拿走了受害者的电子表。戈洛夫金将受害者的遗体埋葬在森林中后（尸体至今没被发现），留下了受害者的头骨，以便向未来的受害者展示，但一年后，戈洛夫金用锤子砸碎了头骨并将其扔掉。
在案卷材料中描述了这一事件：
在对谢尔盖·扎哈连科夫实施了数次性侵后，戈洛夫金将他的双手绑住，并用带有绳套的绳子从楼梯踏板上吊起，将其勒死。确认少年已经死亡后，他将尸体倒吊在固定在墙上的铁钩上，割下了受害者的鼻子和耳朵，并斩下头颅。在此之后，他又对躯干施以多次刀刺，切除内脏和生殖器。戈洛夫金使用解剖刀和斧头对尸体进行了肢解，剜出软组织，用喷灯烤熟后食用。除了头部之外的尸块，他运到森林中掩埋。而那颗被斩下的头颅，则一直存放在他的车库里。他还切开了颅骨，用喷灯烧毁大脑组织，并将面部软组织剥离。此后，他常将谢尔盖的头骨展示给其他受害者，以此来恐吓他们。
1990年11月6日，戈洛夫金一次性将两名少年引诱进了他的地窖——14岁的罗曼·杰尔加乔夫和11岁的阿列克谢·布里亚科夫。他在“学院”车站遇到了这两个男孩，当时他们请求戈洛夫金送他们去军事城镇。与斯特罗奇金和扎哈连科夫不同，这两个孩子同意与戈洛夫金一起去“偷东西”，并自愿钻进了汽车后备箱。戈洛夫金将他们带到车库后，引入地下室，并自称“费舍尔”，还向他们展示了此前受害者扎哈连科夫的头骨，以此恐吓他们。在折磨过程中，他强迫两人互相进行口交。戈洛夫金强迫罗曼·杰尔加乔夫踢倒站在凳子上的阿列克谢·布里亚科夫，如果他拒绝，就威胁说他将取代朋友的位置、成为下一个受害者。次日，他将两具被肢解的尸体运到森林中掩埋。孩子们的衣服被他在火堆中烧毁。他还从布里亚科夫身上取走了一个汽车钥匙的钥匙扣作为“纪念品”。1991年7月14日，两名男孩的遗骸在“兹韦尼哥罗德林区”被发现。
1991年8月22日，戈洛夫金将13岁的尼基塔·博格达诺夫诱骗至他车库的地窖并将其杀害。尼基塔来自彼尔姆边疆区，当时前往戈尔基-10探望祖母，并在乌斯宾斯科中学参加实习课程。戈洛夫金在乌斯宾斯科村的车站遇到了他，当时男孩请求戈洛夫金载他去镇上。在车上，戈洛夫金提出一起去偷东西的建议，尼基塔答应了，并照戈洛夫金的要求钻进了汽车后备箱。与以往不同，这次戈洛夫金没有采用吊死的方式，而是割断了男孩的喉咙，并在他背部连刺多刀。这种极端残忍的杀害方式在法庭上被定性为“造成特别痛苦的谋杀行为”，其残酷程度被认为超过了绞刑。尼基塔因失血和伤势过重死亡。随后，戈洛夫金将男孩尸体背部的皮肤剥下，并用用于喂马的粗盐进行腌制（他无法解释为何要这么做）。他还在尼基塔胸口刻下了一个三字母的俄语粗话。尸体在接近马场的区域被发现，已经出现部分腐烂。在腌制的皮肤上，法医还发现了前一年被害的罗曼·杰尔加乔夫的头发残留。
在案卷材料中，对这一事件有如下描述：
1991年8月，我乘车经过乌斯宾斯科村时，在公共汽车站看到一个十岁左右的男孩， 他让我停车送他去。我把他骗到我的车库，在地下室对他的嘴和肛门进行了暴力猥亵。然后，我就短路了，不明白自己的行为。我吊死了他，然后剥皮、肢解尸体。我在皮上撒盐（我不知道为什么），然后把尸体分成两部分，运到“波利尼 ”疗养院附近的森林里埋葬。
1992年4月22日凌晨，戈洛夫金杀害了14岁的谢尔盖·普柳欣。当天，普柳欣请求戈洛夫金载他去尼科利纳山村。起初，戈洛夫金并不想杀他，因为这个男孩不符合他理想受害者的“形象”。然而，那晚普柳欣试图抢劫他，他掏出了一把小折刀，要求戈洛夫金离开驾驶座。戈洛夫金制服了这个年轻的抢劫者，并提出让他一起去偷东西，普柳欣答应了。戈洛夫金将这名年轻人诱骗到地窖后，对他进行了长时间的折磨（用给马授精用的聚乙烯手套勒住他的脖子，用喷灯烧他的阴毛，用绳子套住他的阴茎），并强奸了他，然后像其他受害者一样，将他吊死。他留下一把小刀和一块红色玻璃碎片作为纪念。在审讯过程中，这名疯子说，在屠杀完这名少年后，他用一根绳子缠住自己的阴茎并用力拉扯。该男子解释说，他想感受受害者的痛苦，同时获得精神上的满足。在戈洛夫金本人落网之前，普柳欣一直被报告失踪。
1992年9月14日，戈洛夫金在别洛鲁斯克姆车站遇见了正在玩老虎机的三个男孩（13岁的弗拉季斯拉夫·沙里科夫、12岁的尤里·西迪亚金、12岁的丹尼斯·叶夫列莫夫），并提议去仓库抢劫，三人同意了。第二天，戈洛夫金将孩子们带走，诱骗他们到车库。在地窖里，戈洛夫金折磨了他们12个小时。他自称是费舍尔，并告诉孩子们他要在谁之后杀谁。他先吊死了西迪亚金。然后强迫叶夫列莫夫从吊死的沙里科夫脚下踢掉凳子，还威胁这个男孩要杀了他而不是他的朋友。然后强迫最后一个活着的男孩看着他把沙里科夫的尸体分尸。据疯子说，男孩没有尖叫，平静地看着，但有时会转过身去。戈洛夫金折磨和强奸了最后一个男孩几个小时（他用烧热的烙铁丝在男孩的胸口烙上了三个字母的淫秽字眼），然后把他吊起来，去干活了：
我告诉这三个男孩，我已经杀害了11个男孩，并且为他们安排了死亡的顺序，告诉他们谁将先死，谁将随后死去。我在叶夫列莫夫面前分解了沙里科夫的尸体，一边展示内脏，一边进行解剖讲解。那个男孩面对这一切表现得很平静，没有发疯，有时只是转过头去。
下班后，戈洛夫金回到车库，将三人的尸体运走。在埋葬过程中，他将西迪亚金和叶夫列莫夫的尸体肢解，然后将三人的遗骸分别埋入不同的坑穴。回到车库后，他搜查男孩们的衣物，拿走了25卢布现金和一条金项链。随后，他用受害者的衣物制作了抹布。据戈洛夫金自己所说，他将受害者的物品作为纪念，这给他带来了快感，让他回忆起杀害这些“纪念品”主人时的情景。被捕时，戈洛夫金向调查人员坦白，他计划在10月19日实施下一起谋杀。

### 逮捕、调查和审判
我最可怕的秘密终于暴露出来了。你看，我变成了多么卑鄙的人。一切都开始得很早，还在学校的时候。那时这只是梦想，随着能力的显现，我也产生了利用这些能力的欲望。说太多细节也没必要了，你大概已经知道了。我明白，也一直明白，我可能会给你和家人带来多大的痛苦，但我无力改变自己。
让我们理智地想想最重要的事。我感到羞愧。羞于写这封信，羞于接受探视。我感觉自己像个外星人。
大家都有妻子、孩子、心爱的女人。你能想象吗？和那些拥有我曾经杀害的孩子的人们生活在同一个社会中，我想你会同意我，这样的罪行是不可原谅的，也不应该被原谅。我现在唯一的希望是被认定为精神异常——那样至少对我来说算是一种救赎。如果不能，那我的人生就毫无意义，我就是个彻底的废人。也许你最好不要再指望我。我害怕想到你们将如何与那些邻居为伴，我对那块地并不了解。如果不会被收回，也许你们可以卖掉它。
大概就这些了。喉咙里哽咽着。我不知道还能说些什么。我是个坏儿子，如果你能原谅我，请原谅吧。
紧紧地吻你，

你爱你的儿子

关于该连环杀手的调查始于1986年，当时在德米特罗夫区和奥金佐沃区发生了多起杀人案件。调查人员两次前往戈洛夫金工作的莫斯科第一马场，但都未能锁定他。由于戈洛夫金拥有莫斯科的户籍，调查组推测连环杀手应是本地人，这帮助他逃避了怀疑。1992年4月2日，俄罗斯联邦检察总长特别重大案件高级调查员叶夫根尼·巴金接手了代号为“乌达夫”（即“蟒蛇”）的案件。巴金曾参与1990年前抓捕安德烈·齐卡提洛的“林带”行动。当时，“乌达夫”案件包括三起案件：帕夫洛夫、古利亚耶夫和加斯科夫的谋杀案。4月3日，巴金将斯特罗奇金、杰尔加乔夫、布里亚科夫和博格达诺夫的杀人案件合并调查（当时扎哈连科夫的尸体尚未找到，因此他未被列为该连环杀手的受害者）。
1992年10月5日，在最后三名受害者被杀后三周，几名采蘑菇的人发现了他们的尸体。调查人员确认了死者身份后，前往他们就读的学校调查。很快发现这三名受害者的朋友圈中还有一名少年——罗曼·阿齐索夫。经过讯问，阿齐索夫指认了他们在马场认识的谢尔盖·戈洛夫金。9月14日，戈洛夫金曾载他们回家，并提出第二天一起去抢劫。阿齐索夫拒绝了这个提议，这才逃过一劫。此后，警方对戈洛夫金展开了监视。
1992年10月19日，戈洛夫金被捕。在扎沃龙基的一个铁路道口，他的车被便衣警察故意撞击，引发混乱。恰巧附近有巡警，他们迅速将戈洛夫金逮捕并带到当地警察局。这对戈洛夫金来说是个突如其来的打击，但他在审讯中表现得很冷静，否认所有指控。调查员科斯塔廖夫和巴金决定暂时释放戈洛夫金，并对他进行秘密监视。但值班警员叶夫根尼·米哈伊洛维奇·多罗霍夫违反了命令，将戈洛夫金关进了单独拘留室。10月20日早晨，戈洛夫金要求接受审讯，向科斯塔廖夫承认了失踪少年谢尔盖·普柳欣的谋杀。他以自卫为由承认了第八起谋杀案，以避免被揭穿。10月21日，戈洛夫金带领调查员指认了普柳欣遗体的埋葬地点。同一时间，警方搜查了他的车库，进入地窖后发现了关键证据：带有烧焦皮肤和血迹的儿童浴盆、两条绳索套索、注射器、钩子、刀具、两个喷灯、戒指、塑料手套、凡士林和避孕套。得知车库被搜后，戈洛夫金承认了所有谋杀案，随后试图自杀。
戈洛夫金曾被怀疑与16岁维塔利·扎伊科夫的谋杀有关。扎伊科夫于1989年1月2日外出滑雪后失踪，过了一段时间后，他的尸体在森林中被发现。虽然扎伊科夫一度被认为是该连环杀手的可能受害者，但当时戈洛夫金有不在场证明。直到1993年才查明，这名少年实际上是另一位莫斯科郊区杀手——谢尔盖·里亚霍夫斯基的受害者。
谢尔盖·戈洛夫金承认杀害了11名年龄在10至16岁之间的男孩，并详细向调查人员指认了犯罪现场和埋尸地点。然而，调查人员怀疑他与奥金佐沃区多达40起杀人案件有关。在承认了11起谋杀后，戈洛夫金停止了进一步的供述，拒绝承认其他杀人案件，但并未否认自己可能还有更多受害者。尤其是他否认与16岁少年奥列格·加斯科夫的谋杀案有关，该案至今未破。11名受害者中，只有扎哈连科夫的遗体未被找到，尽管戈洛夫金亲自指认了埋尸地点。在调查过程中，他表现冷静，单调地叙述杀人经过，有时还会开玩笑（巴金曾让他示范如何折磨受害者，他回答说：“带你儿子来，我给你演示。”）。
关押期间，由于感到羞愧，戈洛夫金拒绝与母亲见面，但给她写了一封信（信件被存档，母亲获得了一份复印件），请求她出售车库和汽车。然而，1993年4月26日凌晨五点，几名遇害少年家长将戈洛夫金的车库和汽车烧毁。连环杀手用于折磨和杀害孩子的地窖被填埋。车库原址上建起了一个简易的混凝土纪念碑，以纪念戈洛夫金的受害者们。
1993年6月2日，戈洛夫金在塞尔布斯基中心接受了精神鉴定，结果认定其具有心理病态特征，但具备完全的责任能力：他清楚地意识到自己的行为，害怕被抓捕，审讯时会暂停并详细核对杀人细节。关于他的案件共有95卷。1994年8月22日至10月19日，审判在莫斯科闭门进行，以“避免给遇害者家属带来痛苦”。法官未详细宣读孩子们死亡的原因，尤其是酷刑和肢解的情节，只简单说明“孩子们受到了折磨并被杀害”。唯一幸存者安德烈·米宁出庭作证，讲述了戈洛夫金对他的袭击。戈洛夫金的父母和妹妹因担心遇害者亲属报复未出庭。辩护律师试图通过提供被告在学校和工作中的积极评价为其辩护，请求法庭减轻处罚。最后一次庭审时，戈洛夫金表示不怕死，请求执行枪决。法庭审查案件事实后，认定他对11起故意杀人（带有加重情节）、强奸及盗窃受害人财物的罪行均负有罪责。1994年10月19日，戈洛夫金被判处最高刑罚——枪决。
判决宣布后，戈洛夫金意外地提交了赦免申请。1995年11月26日，也就是戈洛夫金的36岁生日那天，俄罗斯总统鲍里斯·叶利钦驳回了他的申请（据说连环杀手的车库距离叶利钦的别墅仅有500米）。得知赦免申请被拒后，戈洛夫金没有任何反应，平静地接受了自己不可避免的命运。
当戈洛夫金被关押在死囚牢房时，他的母亲多次探望他，始终没有放弃儿子。拉丽莎·戈洛夫金多次询问儿子的执行枪决日期，但无人告知她具体时间。戈洛夫金本人则向上帝忏悔自己的罪行。他还与另一名死囚鲍里斯·戈卢别夫建立了友谊（后来戈卢别夫获得赦免，死刑被改为终身监禁）。鲍里斯评价戈洛夫金是一个安静而和蔼的人。在最后一次采访中，戈洛夫金说道：
我还能说什么呢？当然是向那些认识我的人请求原谅……我对所有人都深感愧疚……就这些。
1996年8月2日，处决在莫斯科布提尔卡监狱执行。不过，根据其他资料，戈洛夫金的处决日期为1996年9月2日。至今，戈洛夫金的具体枪决日期仍未确定。据部分资料显示，他是俄罗斯历史上最后一位被执行死刑的人。戈洛夫金被处决后不久，1997年4月16日，俄罗斯正式实施了死刑暂停令（死刑缓期执行）。

## 遇害者名单
谢尔盖·戈洛夫金在1986年至1992年间，实施了11起经法院确认的谋杀案，受害者均为10至16岁的男孩和少年。早在1984年，他就在“浪漫者”少年营地对安德烈·米宁实施过一次未遂谋杀。此外，在1987—1988年期间，他还在自己家中多次对未成年人进行性骚扰。负责“蟒蛇”案（戈洛夫金案）调查的侦查人员相信，戈洛夫金（外号“费舍尔”）的受害者数量远不止11人。从1984年至1992年间，仅在莫斯科州奥金佐沃区就有40名儿童失踪（其中包括戈洛夫金确认的11名受害者）。根据起诉书内容，戈洛夫金总共犯下13起谋杀案，但其中奥列格·加斯科夫和维塔利·扎伊科夫的死亡未被法院纳入判决书中，因为缺乏足够证据（后者最终被确认是另一个连环杀手谢尔盖·里亚霍夫斯基的受害者）。
| 受害者姓名、年龄                                                            | 遇害日期      | 犯罪情况 |
| --------------------------------------------------------------------------- | ------------- | --- |
| 安德烈·米宁，14岁                                                           | 1984年6月21日 | 戈洛夫金乘坐电气列车抵达戈利齐诺车站后，在森林中散步，在“浪漫者”少年营地附近遇到了安德烈。男孩翻越围栏是为了抽烟，结果在树上被短暂吊挂，虽然幸存下来，但落下了残疾。1993年3月18日，他认出了凶手。 |
| 安德烈·帕夫洛夫，16岁                                                       | 1986年4月19日 | 他从多尔戈普鲁德内来到卡图阿尔看望外祖父母。戈洛夫金在森林中遇到了他，当时安德烈正骑着自行车绕着树查看收集桦树汁时放置的罐子。第二天，因儿子失踪而感到担忧的父亲发现了尸体。 |
| 安德烈·古利亚耶夫，14岁                                                     | 1986年7月10日 | 戈洛夫金乘坐电气列车抵达恰索夫斯卡亚车站，从那里沿着通往别墅区的林间小路前往“明星”少年营地。男孩离开营地，是为了抽烟。尸体于7月12日在距离营地围栏800米的地方被发现。 |
| 谢尔盖·斯特罗奇金，10岁                                                     | 1989年9月23日 | 凶手在佩尔胡什科沃车站附近的公路边搭载了一名正在招手求车的男孩。谢尔盖住在克柳科沃，正要回家。但戈洛夫金将他带到了位于养马场村的车库，在多年“沉寂”期间，他在那里建了一个地窖。谢尔盖成为首位在车库中被杀的受害者，同时也是年龄最小的一位。1990年7月26日，人们在森林中一处小坑内发现了他的遗骸，已被动物啃噬，地点距离A107公路约350米，正对着“兹韦尼哥罗德林务局”的路标。 |
| 谢尔盖·扎哈连科夫，15岁                                                     | 1990年8月11日 | 男孩来自卡卢加州的巴拉巴诺沃。戈洛夫金在同一个佩尔胡什科沃车站附近搭载了正在招手的他。扎哈连科夫原本要前往奥金佐沃-10，他的教母住在那里。戈洛夫金在杀害他之后保留了他的头骨，放在车库中，用于恐吓后来的受害者。遗骸至今未被找到。 |
| 亚历山大·布里亚科夫，11岁；罗曼·杰尔加乔夫，14岁                            | 1990年11月6日 | 这个变态杀手在大维亚焦梅郊外的“研究所”公交车站，搭载了几名正在招手的男孩。1991年7月14日，人们在“兹韦尼哥罗德林务局”路标附近发现了他们的遗骸。 |
| 尼基塔·博格达诺夫，13岁                                                     | 1991年8月22日 | 男孩来自彼尔姆州。戈洛夫金在乌斯宾斯科村附近的一处荒地边搭载了他。杀害男孩后，他对尸体的皮肤进行了剥离，并用中等纯度的块状饲料盐进行腌制，这种盐他可以轻易获取。尸体于10月13日在“森林远景”疗养院附近被发现，皮肤则出现在约1公里外的“波利亚内”疗养院附近。后来，人们在这块被腌制的皮肤上发现了属于此前也在同一车库中被害的罗曼·杰尔加乔夫的头发。                         |
| 谢尔盖·普柳欣，14岁                                                         | 1992年4月21日 | 在4月22日凌晨，凶手在前往尼科利纳山村的路上，于午夜时分在交警检查站附近搭载了一名正在招手的男孩。直到戈洛夫金被逮捕后，警方才于10月21日在距离“兹韦尼哥罗德林务局”路标约一公里处发现了已经骷髅化的遗骸。 |
| 尤里·西迪亚金，12岁； 弗拉季斯拉夫·沙里科夫，13岁； 丹尼斯·叶夫列莫夫，12岁 | 1992年9月15日 | 连续两个晚上，戈洛夫金从扎沃龙基巴士站接载前往别洛鲁斯克姆车站玩投币游戏机的男孩，送他们回家方向。9月15日深夜开始的三重杀人案一直持续到次日清晨。首批遗骸于10月4日被采蘑菇者在靠近恰索夫斯卡亚车站的森林中发现。 |